# Nannaethiops unitaeniatus
Nannaethiops unitaeniatus е вид лъчеперка от семейство Distichodontidae. Видът не е застрашен от изчезване.

## Разпространение и местообитание
Разпространен е в Ангола (Кабинда), Габон, Демократична република Конго, Екваториална Гвинея, Камерун, Нигерия, Централноафриканска република и Южен Судан.
Обитава сладководни басейни, реки и потоци.

## Описание
На дължина достигат до 6,2 cm.